# Adventures of the Gummi Bears
Adventures of the Gummi Bears (no Brasil, "Os Ursinhos Gummi") é um seriado animado da Walt Disney Pictures de 1985 a 1990 protagonizado por ursinhos inteligentes e falantes e ambientado num reino medieval mágico e mitológico chamado Dunwyn. O nome do seriado foi inspirado em Gummy Bears, doces de goma em forma de ursos vendidos nos EUA. Na época, o então CEO da Disney Michael Eisner inspirou-se nos doces quando seu filho lhe solicitou-os uma vez.

## Enredo
Os ursinhos Gummi eram remanescentes de uma raça avançada que há muito se perdeu, quando humanos os caçaram, forçando a espécie ao exílio. Na época em que se passa a história, eles já são considerados contos de fada. Os seis integrantes (mais tarde, sete) vivem em dutos subterrâneos na floresta de Dunwyn. As aventuras começam quando Crispim, um garoto humano do reino de Dunwyn e que possui um amuleto Gummi, acidentalmente descobre a colônia dos Gummi, e após algum conflito se torna amigos deles, jurando não revelar a existência dos ursos ao mundo. O amuleto de Crispim é usado então para destrancar o Grande Livro dos Gummi, que revela a sabedoria esquecida da antiga civilização Gummi. Inspirados por seus escritos, a colônia resolve redescobrir sua herança e proteger Dunwyn do mal.
O principal vilão torna-se Duque Duro, um nobre renegado que agora vive no reino de Drekmore, onde comanda um grupo de ogros fortíssimos, mas fracos de pensamento (A única exceção sendo Sapulha, um ogro anão). O Duque sempre tentava conquistar Dunwyn; ao descobrir a existência dos ursinhos e seu Suco de fruta Gummi, tenta a todo custo aprisiona-los e descobrir seu refúgio.